# 天皇大帝 (星官)
天皇大帝，古代中國星官之一，位於紫微垣中，被勾陳所包圍著，是占星術中天帝的象徵。
| 中國星名 | 現代星名             | 所屬星座 | 備註 |
| -------- | -------------------- | -------- | ---- |
| 天皇大帝 | HR 8546 (HIP 109693) | 仙王座   |      |

## 古書記載
- 《晉書‧天文志》：「鉤陳口中一星曰天皇大帝，其神曰耀魄寶，主御群靈，執萬神圖。」
- 《宋史‧天文志》：「天皇大帝一星，其神曰耀魄寶，主御群靈，執萬神圖，大人之象也。」